# 徐寿波
徐寿波（1931年10月5日—），浙江绍兴人，中国工程院院士。

## 生平
1955年毕业于南京工学院动力系，后进入苏联科学院能源研究所，获技术科学副博士学位。担任北京交通大学教授，是中国综合能源工程学主要开拓者和奠基人。2001年，当选为中国工程院院士。